# Планкарт, Батист
Батист Планкарт  (нидерл. Baptiste Planckaert; род. 28 сентября 1988, Кортрейк,  провинция Западная Фландрия,  Бельгия) — бельгийский профессиональный  шоссейный велогонщик, выступающий за бельгийскую  профессиональную велокоманду Wallonie Bruxelles,  имеющую статус UCI Professional Continental team. Брат велогонщиков Эдварда Планкарта (род.1995) и Эмиля Планкарта (род. 1996).

## Карьера
Победитель в общем зачёте UCI Europe Tour - Европейского Тура 2016 года.

## Достижения
2009
1-й - Полинорманд
1-й - этап 3 Kattekoers (U-23)
3-й - Брюссель-Опвейк
7-й - Grote 1-MeiPrijs
8-й - De Vlaamse Pijl
9-й - La Côte Picarde (U-23)
2010
2-й - Омлууп ван хет Ваасланд
3-й - De Vlaamse Pijl
5-й - Тур Вандеи
2011
8-й - Grote Prijs Stad Zottegem
2012
3-й - Grote 1-MeiPrijs
3-й - Гран-при Жан-Пьер Монсере
4-й - Гран-при Фурми
8-й - Шатору Классик де л'Индр
10-й - Нокере Курсе
2013
2-й - Чемпионат Фландрии
3-й - Схал Селс — Мерксем
6-й - Gooikse Pijl
6-й - De Kustpijl
2014
2-й - Гран-при Марсельезы
2-й - Ronde Pévéloise
4-й - Париж — Бурж
5-й - Халле — Ингойгем
6-й - Гран-при Фурми
7-й - Шатору Классик де л'Индр
8-й - Тур Лимбурга
10-й - Grand Prix de la ville de Pérenchies
10-й - Гран-при Исберга
2015
1-й - Kattekoers (U-23)
1-й  - Тур Лимузена — ОК
3-й - Гран-при Шоле — Земли Луары
4-й - Гран-при Фурми
4-й - Гран-при Исберга
4-й - Гран-при Марсельезы
4-й - Ля Ру Туранжель
5-й - Тур дю От-Вар — ГК
5-й - Circuit des Ardennes — ГК
1-й  — ОК
5-й - Тур Вандеи
5-й - Нокере Курсе
5-й - Букль де л'Он
7-й - Полинорманд
7-й - Рут Адели
9-й - Ле Самын
2016
1-й  - Тур Нормандии — ГК
1-й — этап 5
1-й - Тур Финистера
1-й - Полинорманд
1-й - этап 4 Тур Чехии
1-й  - Тур Валлонии — ГрК
2-й - Circuit des Ardennes — ГК
1-й  — ОК
2-й - Tour du Doubs
2-й - Гран-при Шоле — Земли Луары
2-й - Париж — Труа
3-й - Гран-при Исберга
3-й - Гран-при Марсельезы
4-й - Гран-при Денена
4-й - Нокере Курсе
4-й - Гран-при Соммы
4-й - Internationale Wielertrofee Jong Maar Moedig
4-й - Омлоп Мандел — Лис — Шельда
4-й - Схал Селс — Мерксем
5-й - Тур Бельгии — ГК
1-й  — ОК
5-й - Париж — Камамбер
5-й - Ля Ру Туранжель
5-й - Тур Вандеи
6-й - Тур Лимбурга
6-й - Grote Prijs Stad Zottegem
7-й - Тро-Бро Леон
7-й - Route Adélie
7-й - Гран-при Валлонии
7-й - Натионале Слёйтингспрейс
10-й - Гран-при Фурми
2017
4-й - Хандзаме Классик
5-й - Вуэльта Мурсии
6-й - Классика Альмерии
6-й - Гран-при кантона Аргау
8-й - Пипл’с Чойс Классик
9-й - Тур де Еврометрополь
10-й - Кюрне — Брюссель — Кюрне
2018
4-й - Три дня Брюгге — Де-Панне
6-й - Нокере Курсе
7-й - Чемпионат Фландрии
2019
4-й - Ля Ру Туранжель
| ГК  | Генеральная классификация |
| ГрК | Горная классификация      |
| ОК  | Очковая классификация     |

### Гранд-туры
| Гранд-тур       | 2018 |
| --------------- | ---- |
| Джиро д’Италия  | 116  |
| Тур де Франс    | —    |
| Вуэльта Испании | —    |

| —  | Не участвовал  |
| НФ | Не финишировал |